# Fatik (qiyan)
Fatik, död efter 796, var en qiyanpoet och -musiker. Hon var slav till kalif Al-Hakam I (regent 796–822).
Fatik var en vit icke-arab och sångerska och slav till den tredje umayyadiska emiren av Cordoba, al-Hakam I ibn Hisham (regent 796–822). I klassisk arabisk litteratur beskrivs hon som en extremt vacker kvinna med ädel karaktär; hennes sångtalang har jämförts med andra stora sångerskors, såsom Matal och Badal. Källorna indikerar också att hon var konkubin. 
I klassisk arabisk litteratur nämns hon bland annat i Ibn Fadlallah al-Umaris (1301–1349) huvudverk, lexikonet Masālik al-abṣār fī mamālik al-amṣār, i hans kapitel om kända sångarslavar.